# 洛河
洛河（らくが、 拼音: Luò Hé）は黄河の支流の一つ。古くは洛水の名で知られる。華山西南部の陝西省洛南県を源とし、東の河南省に流れ込み、河南鞏義で黄河に入る。全長420キロメートル。洛河は非常に長くて大きい河川ではないが、中国中部の歴史上最も重要な地区を流れているため、中国国内では非常に有名な河川である。洛河周辺の重要な都市は盧氏、洛寧、宜陽、洛陽、偃師、鞏義などがある。三国時代の曹植作の有名な「洛神賦」は洛水の女神に仮託して故人の情懐を述べ表している。
なお、渭河の支流にも洛河という川があるが、この川とは別である。